# Wanderbilder
Wanderbilder (op. 17) ist der Titel eines Zyklus für Klavier zu zwei Händen von Adolf Jensen. Das der Programmmusik zuzurechnende Werk besteht aus zwölf Charakterstücken und beschreibt in chronologischer Reihenfolge Stimmungen und Eindrücke im Tagesverlauf einer Wanderung. Als Einzelstück erfreute sich Die Mühle besonderer Beliebtheit.

## Die einzelnen Stücke

### Heft 1
- 1. Morgengruss – Frische Stimmung bei mässiger Bewegung – F-Dur
- 2. Froher Wanderer – Munter und sorglos – As-Dur
- 3. Die Mühle – Gemächlich, nicht schleppend – C-Dur

Über den Noten steht als Motto ein Text von Wilhelm Müller, den Franz Schubert in seinem Liederzyklus Die schöne Müllerin vertont hat.
Eine Mühle seh' ich blinken

Aus den Erlen heraus,

Durch Rauschen und Singen

Bricht Rädergebraus

Ei willkommen, ei willkommen,

Süsser Mühlengesang!
- 4. Kreuz am Wege – Nicht schnell, düster und schwermütig – a-Moll
- 5. Fernsicht – Sehr lebhaft und erregt – E-Dur
- 6. Festlichkeit im Dorfe – Ziemlich schnell, mit dem Ausdruck heller Freude – A-Dur

### Heft 2
- 7. Nachmittags-Stille – In ruhiger Bewegung – D-Dur
- 8. Waldkapelle – Langsam, ernst und still – d-Moll
- 9. Heimziehende Schnitter – Mässig bewegt, zart (Einleitung) -- Lebhaft, mit heiterer Grazie – B-Dur
- 10. Im Wirtshaus – Schnell, zwanglos und mit Humor – G-Dur
- 11. Irrlichter – Sehr behend und heimlich – h-Moll
- 12. Nachtgesang – Einfach, sinnig – F-Dur

## Die Tonarten und ihre Bedeutung
Die Tonarten zweier aufeinander folgender Stücke sind (mit Ausnahme der beiden letzten) stets relativ nahe verwandt, wobei sowohl Terz- als auch Quintverwandtschaften vorkommen. Die Geschlossenheit des Zyklus wird durch die gemeinsame Tonart des ersten Stücks (Morgengruss) und des letzten (Nachtgesang) betont, wobei die Wahl der Tonart F-Dur kein Zufall ist: Ähnlich wie in Beethovens Pastoralsinfonie soll auch hier durch die Tonart der naturverbundene, „pastorale“ Grundcharakter des Zyklus unterstrichen werden.
Obwohl die Tonartencharakteristik grundsätzlich umstritten ist und seit dem Aufkommen der gleichtemperierten Stimmung einer physikalisch nachprüfbaren Grundlage entbehrt, haben sich sehr wohl auf einer rein spirituellen Ebene mehr oder weniger ausgeprägte Assoziationen zwischen den Tonarten und gewissen zugeordneten Charakteren bzw. Bedeutungen herausgebildet. Diese spielen hier eine ganz offenkundige Rolle.
So fühlt sich z. B. der frohe Wanderer im oft als „warm“ und „weich“ beschriebenen As-Dur wohl. Der ungetrübten Idylle des „süssen Mühlengesangs“ wird die als „hell“ und „klar“ geltende Tonart C-Dur zugeordnet. Dem Kreuz am Wege gesellt sich a-Moll, das als „sanft“ und „edel“ bezeichnet wird und dem man sogar „fromme Weiblichkeit“ zugeschrieben hat.
Von Opernfreunden wird die Tonart E-Dur sicher sofort mit zwei berühmten Arien in Verbindung gebracht, nämlich der Leonoren-Arie aus Beethovens Oper Fidelio und der Arie der Agathe aus Webers Freischütz. Die Erinnerung an die exaltierte Begeisterung, die in beiden Arien zum Ausdruck kommt, mag Jensens Wahl dieser Tonart für das begeisterte Entzücken anlässlich der Fernsicht motiviert haben. Und die Festlichkeit im Dorfe bedient sich zum Ausdruck „heller Freude“ der gleichen Tonart A-Dur, die Beethoven in seiner siebenten Sinfonie für einen klanglichen Jubel verwendete, den Wagner einmal als „Apotheose des Tanzes“ bezeichnete.
Die Nachmittags-Stille sonnt sich im Licht der „festlichsten aller Tonarten“ D-Dur, wogegen die Waldkapelle mit dem der Tonart d-Moll zugeschriebenen Ernst betreten wird. Die Heimziehenden Schnitter beenden ihr Tagwerk in der wenig vorbelasteten Tonart B-Dur, und die lustigen Gesellen im Wirtshaus toben sich im „fröhlichen“ G-Dur aus.
Dunkelheit und Tod assoziiert man mit der „schwarzen Tonart“ h-Moll. Was Wunder, dass Jensen seine Irrlichter in ihr tanzen lässt!  Damit ist die größtmögliche Entfernung zur Grundtonart F-Dur des Zyklus erreicht, nämlich bezeichnenderweise um den Abstand eines Tritonus, des Teufelsintervalls. Die Rückholung in das versöhnende F-Dur des Nachtgesangs geschieht über eine einleitende Modulation am Anfang dieses Stücks, die an die lang ausgehaltene Terz h-d anknüpft.